# Hjalmar Frisk
Hjalmar Frisk (* 4. August 1900 in Göteborg; † 1. August 1984 ebenda) war ein schwedischer Sprachwissenschaftler, Sprachforscher und Indogermanist.
Er ist international durch zahlreiche Publikationen hervorgetreten. Bereits im Jahre 1927 übersetzte er das historische Dokument Periplus Maris Erythraei. Am bekanntesten ist im deutschen Sprachraum wohl sein Griechisches Etymologisches Wörterbuch (3 Bände, 1954–1972). Von 1951 bis 1966 war er Rektor der Universität Göteborg.
Frisk trat 1941 der nationalsozialistischen und antisemitischen Reichsvereinigung Schweden-Deutschland bei und blieb dort bis zu ihrer Auflösung 1943 Mitglied.